# Anagrus epos
Anagrus epos är en stekelart som beskrevs av Girault 1911. Anagrus epos ingår i släktet Anagrus och familjen dvärgsteklar. Inga underarter finns listade i Catalogue of Life.